# Campyloneurum fallax
Campyloneurum fallax là một loài dương xỉ trong họ Polypodiaceae. Loài này được Fée mô tả khoa học đầu tiên năm 1869.